# Пътепис (Евлия Челеби)

„Пътепис“ (на османски турски: سياحت نامه; на турски: Seyahatnâme, на персийски език означава „Книга на пътуванията“) е творба, съставена през XVII в. от османския пътешественик Евлия Челеби.
Тя описва неговия живот и пътешествия из земите на Османската империя, Руското царство и Ерцхерцогство Австрия. Съставен е от 10 тома, написани на османотурски, като всеки том описва отделна част от пътуванията му. Въпреки преувеличенията, съпътстващи разказа, трудът на Евлия Челеби се счита за основен източник по отношение на бита и културата, както и начина на живот в Османската империя от онова време.

## Биография
Както авторът сам пише, той е роден в Истанбул на 25 март 1611 г. като син на Дервиш Мехмед Зилли, който по професия бил златар. Според останалите сведения за произхода му, които са силно преувеличени, баща му е участвал в походи на Сюлейман I, а дядо му е участвал в превземането на Константинопол през 1453 г. Според тези данни самият той е роден, когато баща му вече е бил на 80 г.
Тези преувеличени елементи се обясняват със стремежа на Евлия Челеби да състави за себе си подходяща генеалогия, свързваща го с бележити османски султани и представяйки семейството си като допринесло за изграждането на величието на Османската империя.
Друг факт, неоспорим, от автобиографията на автора по отношение на семейството му е, че майка му е била сестра на Мелек Ахмед паша, заемал различни високи постове в държавата, а през 1650 – 1651 г. – и поста на велик везир. Връзките на Евлия Челеби с високопоставени лица като вуйчо му спомагат за неговите пътешествия.
Евлия Челеби получава традиционното за времето си теологично образование, като след това е приет за четец и певец на Корана в столичната джамия „Св. София“. Привлякъл вниманието на султан Мурад IV, той попада в неговата свита и след 2 години служба в двореца е зачислен като спахия в платената султанска армия. По-късното си влечение към пътешествията авторът обяснява с видение на Пророка, предопределил му тази съдба. През 1631 г. започва систематичните си обхождания на Истанбул, като след това прекарва почти 50 години в пътувания из трите континента, на които се простират владенията на Османската империя.

## Описание на пътешествията
Всеки от 10-те тома на творбата е посветен на даден период от пътуванията на автора, като те са подредени хронологично. Започват с най-ранните му пътувания в Истанбул и околността и завършват с прехода му от Мека, където е бил на поклонение, към Египет и Судан.

### Истанбул и околностите му
1-вият том, отнасящ се към обиколките на Евлия Челеби из османската столица и описващ нея и предградията ѝ, е ценен източник за историята на градското стопанство в империята, тъй като в него на еснафите са посветени почти 200 страници от ръкописа. Първите записки на автора се отнасят за 1630-те години.

### Анатолия, Кавказ, Крит и Азербайджан
2-рият том от „Пътепис“ съдържа бележки за първите пътувания на Евлия Челеби извън Истанбул – до Бурса и Измит през 1640 г., последвалата експедиция през Трапезунд, Батуми и Анапа срещу крепостта Азов на брега на Азовско море, която била заета от руски казаци. След неуспешната обсада на Азов той прекарва време в Крим и през 1642 г. се връща с кораб в Истанбул, като претърпяното корабокрушение по пътя му налага да се лекува. Следващото си пътуване предприема чак през 1645 г., присъединявайки се към армията, воюваща срещу венецианците в Крит.
През 1646 г. Евлия Челеби става личен довереник на своя роднина Дефтердар-заде Мехмед паша, който е назначен за валия на Ерзурум. На новото си назначение обхожда Ерзурумския вилает, като пътува и до Нахичеван, Тбилиси и Баку в Кавказкия регион, както и до Тебриз в Персия. В края на 1647 г. се завръща в Ерзурум, като по същото време в Анатолия местни феодали, включително и неговият покровител, се вдигат на бунт срещу централната власт. След неговото потушаване авторът се завръща в Истанбул.

### Сирия, Палестина и Румелия
През 1648 г. Евлия Челеби се възползва от създалата се обстановка след бунт в столицата, за да замине за Дамаск като подчинен на сиваския валия, босненеца Муртиза паша. След обиколките си из Сиваския еялет авторът се връща в Истанбул през 1650 г., когато неговият вуйчо Мелек Ахмед паша е назначен за велик везир, като на този пост се задържа малко над година. Цялото това време авторът прекарва в столицата.
След като чичо му е свален от поста и е назначен за валия на Силистра и Очаков, към местоназначението му с него потегля и той. През 1652 г. Мелек Ахмед паша става и румелийски бейлербей със седалище София, като и този път е последван от племенника си. Когато през 1653 г. той е отзован обратно в Истанбул, племенникът се завръща в столицата, като престоява там до началото на 1655 г. Голяма част от 3-тия том на пътеписа му заема описание на маршрута през земите на днешна България между София и Истанбул.

### Източна Анатолия, Персия и Ирак
Целият 4-ти том от „Пътепис“ е посветен на пътуванията през 1655 – 1656 г., които Евлия Челеби предприема, следвайки отново своя роднина и покровител Мелек Ахмед паша, назначен за валия на Ван. Оттам авторът пътува с разни поръчения на своя патрон до пашите на съседните области, а когато през лятото на 1655 г. избухва война с хана на Битлис, Евлия Челеби пътува във връзка с нея до Тебриз, Мосул, Хамадан, Дамаванд и други персийски области, след това и до Дамаск, а през 1656 г. е отзован в Истанбул.

### Балканите, Трансилвания и Украйна
Когато през 1656 г. вуйчото на автора отново е назначен за управител на Силистра, в чието владение влизали и покорените от Османската империя земи в Украйна, Евлия Челеби потегля към новото назначение на Мелек Ахмед паша. През Варна той достига Силистра, където се състои среща с пратеник на Жечпосполита, предявяващ оплаквания срещу унгарския княз Дьорд Ракоци II, който в стремежа си да укрепи независимостта на Трансилвания предприема набези срещу Полша и други османски васали. Зимата срещу 1657 г. преминава в подготовка за военен поход, в който взимат участие и васалните на султана кримски татари. От крепостта Хотин армията, заедно с Евлия Челеби, предприема походи в Трансилвания, Полша и Украйна, където заедно с кримския хан участва в набези срещу казаците. След кратък престой в Истанбул и експедиция в Анатолия, през 1658 г. той се завръща във Влахия, където отново се присъединява към татарските грабителски походи в Украйна.
През 1660 г. Евлия Челеби се отправя през Одрин, Пловдив и София за Белград, където се подготвя нов поход против Унгария. Отбива се и в Босна, като там участва в набези срещу далматинските венециански владения, отново придружавайки своя вуйчо, който е назначен за бейлербей на Румелия. От него Евлия Челеби получава задачата да събере данъка захире-беха, което му дава повод да посети и опише голяма част от Македония. Когато през пролетта на 1661 г. Мелек Ахмед паша получава нареждане да участва с войските си в похода срещу Трансилвания, с него Евлия Челеби се оказва във военния лагер в Темешвар, където се съсредоточва османската войска. Всички пътувания през 1656 – 1661 г. са поместени в 5-ия том от пътеписа.

### Унгария и Балканите
През 1661 г. османските войски започват настъпление в Трансилвания, при тях се намира и Евлия Челеби, присъединил се към отрядите на кримските татари, участвайки в походите им до късна есен. След това се установява на зимен лагер в Белград. Оттам е изпратен от своя покровител на мисия в Албания, като на следната година след боледуване в Истанбул почива самият Мелек Ахмед паша. През 1663 г. избухва нова война между Хабсбургската монархия и Османската империя, в която Евлия Челеби участва като член на свитата на придворния комендант на великия везир. Отделяйки се от главния път на войската, той преминава през непосещавани от него дотогава местности, като в Стара планина е нападнат от местни хайдути. През лятото участва в обсадата на Уйвар, който обаче устоява на атаката.
Тези негови премеждия заемат 6-ия том от съчиненията му. В него е поместена и явна измислица, добавена в разказа, за да се представят някои сведения за тогавашна Европа. Евлия Челеби пише, че отряд от татарска войска предприема набег в Германия, Холандия и Дания и стига дори до Амстердам, отвеждайки 70 – 80 хил. пленници. Всички тези нереални елементи дават обаче възможност на автора да се самоизтъкне с широтата на познанията си за земите извън пределите на империята.

### Австрия и Крим
През лятото на 1664 г. великият везир насочва армиите си срещу Виена, но след военен неуспех е принуден да сключи мир. След завръщането си в Белград и изпълняване на различни поръчения в Унгария Евлия Челеби се присъединява към османското посланичество, изпратено във Виена. Авторът твърди, че там той се сближава с австрийския император, който му осигурява паспорт, с чиято помощ предприема голямо пътуване до Испания, Холандия и Бранденбург, като пътуването трае две и половина години. Той не дава почти никакви подробности за споменатото пътешествие, поради което то се тълкува като чиста измислица.
През 1666 г. е изпратен в Крим, като по пътя за там описва крайдунавските градове Видин, Оряхово, Никопол, след което през Влахия и Украйна пристига до назначението си. Там Евлия Челеби се присъединява към кримските татари, с които участва в ред набези в Украйна, Южна Русия и Поволжието. Земите и градовете, които посещава през тези години, са подробно описани в 7-ия том от „Пътепис“.

### Тракия, Гърция и Крит
През пролетта на 1668 г. Евлия Челеби поема от Крим за Истанбул през Бесарабия и Добруджа, като посещава Добрич, Ямбол и Одрин. В края на същата година се включва към армията срещу Крит, като от столицата през Ахтопол, Ямбол и Одрин достига брега на Бяло море, а след това през Македония, Тесалия, Атика и Пелопонес се озовава в Крит. Следващата година прекарва главно там, като в 8-ата част от разказите си включва и подробно описание на острова. През 1670 г. се завръща в Истанбул, минавайки през Епир, Албания и посещавайки редица градове в Македония, като Охрид, Битоля и Струмица, а след това през Родопите и Одрин се добира до столицата.

### Поклонение в Мека
Целият 9-и том от „Пътепис“ е посветен на пътуването на Евлия Челеби до Мека. Както той сам пише, през 1671 г. потегля на поклонение към свещения град, като му се налага да обходи османските земи в Близкия изток.

### Египет, Судан и Етиопия
През юни 1672 г. Евлия Челеби заминава от Мека за Египет и пропътува цялата страна. През 1673 г. обхожда и земите на империята в Судан. Последното свое пътешествие от 1676 г. за Абисиния той отнася към 1676 г., като тези пътувания заемат и последния 10-и том от неговия труд.